# 罔氏 (李继迁母)
罔氏，北宋初年党项夏州政权李继迁之母，银州防御使李光儼之妻。
宋太祖乾德元年（963年）二月，罔氏与李光俨在无定河游玩，生子李继迁。宋太宗雍熙元年（984年），儿子李继迁逃匿到地斤泽，抗宋自立。九月，宋朝知夏州尹宪、都巡检曹光实袭破地斤泽，儿子李继迁逃走，罔氏被俘获。
淳化二年（991年）七月，儿子李继迁假装降宋，朝廷授银州观察使，赐姓名赵保吉。罔氏受封西河郡太夫人，留居京师开封府。淳化五年（994年），李继迁再次叛宋，被羁押在延州，参知政事寇準请将她斩于保安军北门，以儆凶逆。宰相吕端主张将她安置于延州，善待以招降李继迁。罔氏在延州病死。西夏建立后，其曾孙李元昊没有追尊罔氏为皇后。